# Pointe de Thorens
Pour les articles homonymes, voir Thorens.
La pointe de Thorens est un sommet situé dans le massif de la Vanoise, en Savoie, dans la région Auvergne-Rhône-Alpes, entre les communes des Belleville, d'Orelle, de Saint-André et de Modane.

## Toponymie
Le sommet, comme le lieu-dit ou le glacier de Thorens qu'il abrite, trouve son origine dans un nom d'homme : Taurencus (cartulaire de Cluny), Torencus (cartulaire d'Oulx, 1153) ou encore « Claude Thorens » (XVIIIe siècle). Adolphe Gros précise que le nom devrait être écrit, selon les sources, Torens.

## Géographie

### Situation

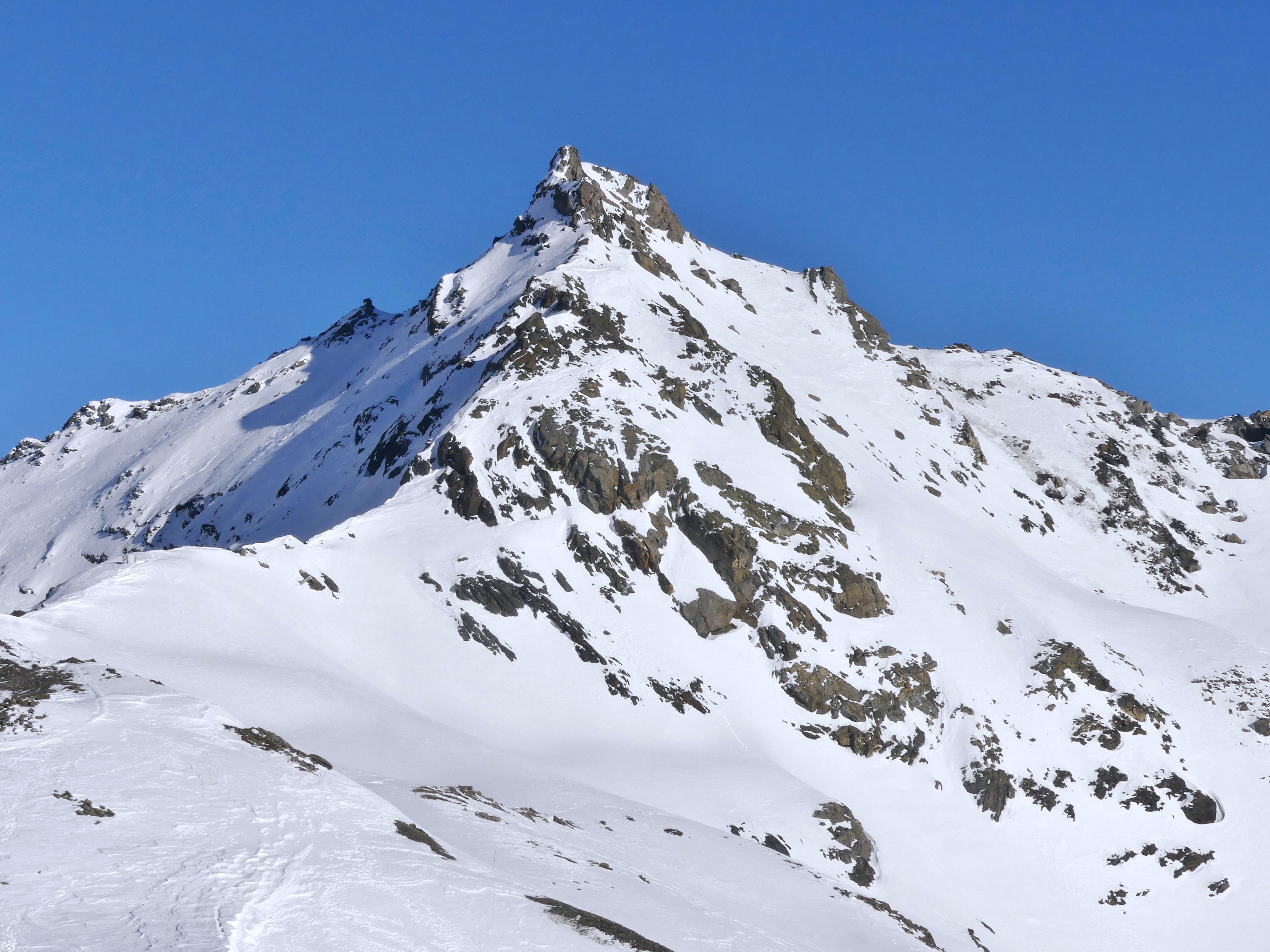
Vue du sommet depuis la limite entre Orelle et Les Belleville.

La pointe de Thorens est un sommet de 3 262 m d'altitude situé aux frontières de la vallée de la Tarentaise avec la commune des Bellevile, au-dessus de la station de Val Thorens, et de la vallée de la Maurienne avec les communes d'Orelle, de Modane et de Saint-André. Cette pointe se trouve à la limite du parc national de la Vanoise, entre le col de Thorens (3 095 m) au nord-est, le col Pierre-Lory (3 129 m) et l'aiguille du Bouchet (3 254 m) au sud et le col du Bouchet (2 993 m) à l'ouest.

### Géologie
Ce sommet est principalement constitué de conglomérats, de grès et d'arkoses micacés, de schistes (principalement des lutites et des siltites), de charbon (particulièrement de l'anthracite), datant d'entre le Westphalien et le Stéphanien inférieur.

## Accès
On peut accéder à la pointe de Thorens par le téléphérique de Thorens, à partir de Val Thorens sur la commune des Belleville, en Tarentaise, puis une ascension par la crête ouest.